# トリート・ハー・ライト
「トリート・ハー・ライト」（Treat Her Right）は、ロイ・ヘッド&ザ・トレイツが1965年に発表した楽曲。

## 概要
1965年にロイ・ヘッド&ザ・トレイツはヒューストン在住のレコード・プロデューサー、ヒューイ・モーと契約。ロイ・ヘッドとグループのベーシストのジーン・クルツによって書かれた「トリート・ハー・ライト」をヒューストンのゴールド・スター・スタジオで録音した。
1965年4月にシングルA面として発売された。同年10月16日から23日にかけてビルボード・Hot 100で2週連続2位を記録した。なお「トリート・ハー・ライト」の1位浮上をはばんでいたのはビートルズの「イエスタデイ」であった。R&Bチャートでも2位を記録。1965年のビルボード年間チャートの95位を記録した。
クエンティン・タランティーノ監督の映画『ワンス・アポン・ア・タイム・イン・ハリウッド』（2019年）の巻頭で使用された。

## カバー・バージョン
- クリス・ファーロウ - 1965年のシングルのB面。
- ディック・リバース - 1965年のEP「Dick」に収録。フランス語詞。タイトルは「Tout se passe dans les yeux」。
- オーティス・レディング - 1966年のアルバム『ザ・ソウル・アルバム』に収録。
- ウィリー・ミッチェル - 1967年のアルバム『The Hit Sound of Willie Mitchell』に収録。
- バーバラ・マンデル - 1971年のアルバム『Treat Him Right』に収録。
- ロリー・ギャラガー - 1973年のアルバム『ブループリント』の2000年リイシュー盤に収録。
- ボブ・ディラン - 1984年3月22日放送の『Late Night with David Letterman』に出演した際にリハーサルで演奏した。
- ザ・コミットメンツ - 1991年の映画『ザ・コミットメンツ』で演奏。